# Jacques Offenbach
Jacques Offenbach (nacido Jakob Eberst Offenbach, Colonia, Confederación Germánica, 20 de junio de 1819-París, Francia, 5 de octubre de 1880) fue un compositor, violonchelista y empresario naturalizado francés y de origen alemán. Fue una poderosa influencia en los compositores posteriores del género de la opereta, en particular Johann Strauss (hijo) y Arthur Sullivan. Se realizaron nuevos montajes continuos de sus obras más conocidas durante el siglo XX y muchas de sus operetas continúan representándose en el XXI.
Nacido en Colonia, hijo de un judeoalemán que ejercía de jazán de sinagoga, mostró temprano talento musical. A los 14 años, fue aceptado como estudiante en el Conservatorio de París, pero descubrió que los estudios académicos no le satisfacían y se marchó después de un año. De 1835 a 1855 se ganó la vida como violonchelista, donde alcanzó fama internacional, y como director de orquesta. Su ambición, sin embargo, era componer piezas cómicas para el teatro musical. Al ver que la dirección de la compañía Opéra-Comique de París no estaba interesada en representar sus obras, en 1855 alquiló un pequeño teatro en los Campos Elíseos. Allí presentó una serie de piezas propias de pequeño formato, muchas de las cuales se hicieron populares.
En 1858, produjo su primera opereta de larga duración, Orfeo en los infiernos, que fue excepcionalmente bien recibida y sigue siendo una de sus obras más interpretadas y reconocidas. Durante la década de 1860, produjo al menos dieciocho operetas de larga duración, así como más piezas en un acto. Sus obras de este período incluyen La bella Helena (1864), La vida parisina (1866), La gran duquesa de Gérolstein (1867) y La Périchole (1868). El humor atrevido (a menudo sobre intrigas sexuales) y, en su mayoría, sutiles púas satíricas en estas piezas, junto con la facilidad de Offenbach para la melodía, las hizo conocidas internacionalmente y las versiones traducidas tuvieron éxito en Viena, Londres y otros lugares de Europa.
Se asoció con el Segundo Imperio francés de Napoleón III; el emperador y su corte fueron genialmente satirizados en muchas de sus operetas. Napoleón III le concedió personalmente la ciudadanía francesa y la Legión de Honor. Con el estallido de la guerra franco-prusiana en 1870, perdió el favor de París debido a sus conexiones imperiales y su origen alemán. Sin embargo, siguió teniendo éxito en Viena y Londres. Se restableció en París durante la década de 1870, con nuevos montajes de algunas de sus obras anteriores y una serie de obras nuevas, y realizó una popular gira por Estados Unidos. En sus últimos años se esforzó por terminar Los cuentos de Hoffmann, pero falleció antes del estreno de la ópera, que ha entrado en el repertorio estándar en versiones completadas o editadas por otros músicos.

## Biografía

### Primeros años
Offenbach nació como Jacob (o Jakob) Offenbach en el seno de una familia judía en la ciudad alemana de Colonia, que entonces formaba parte de Prusia. Su lugar de nacimiento en el Großer Griechenmarkt estaba a poca distancia de la plaza que ahora lleva su nombre, la Offenbachplatz. Fue el segundo varón y el séptimo de diez hijos de Isaac Juda Offenbach (de nacimiento Eberst, 1779-1850) y su esposa Marianne (de soltera Rindskopf, c. 1783-1840). Isaac, que provenía de una familia de músicos, había abandonado su oficio original como encuadernador y se ganaba la vida de forma itinerante como jazán en las sinagogas y tocando el violín en los cafés. Generalmente se le conocía como «der Offenbacher», por su ciudad natal, Offenbach del Meno, y en 1808 adoptó oficialmente Offenbach como apellido. En 1816 se instaló en Colonia, donde se estableció como maestro, dando lecciones de canto, violín, flauta y guitarra, y componiendo música tanto religiosa como profana.
Cuando Jacob tenía seis años, su padre le enseñó a tocar el violín; en dos años, el niño estaba componiendo canciones y bailes, y a la edad de nueve años comenzó a tocar el violonchelo. Como para entonces era el jazán permanente de la sinagoga local, Isaac podía pagar para que su hijo recibiera lecciones del violonchelista Bernhard Breuer. Tres años más tarde, registra el biógrafo Gabriel Grovlez, el niño estaba interpretando sus propias composiciones, «cuyas dificultades técnicas aterrorizaban a su maestro», Breuer. Junto con su hermano Julius (violín) y su hermana Isabella (piano), Jacob tocaba en un trío en salones de baile locales, posadas y cafés, interpretando música de baile popular y arreglos operísticos. En 1833, Isaac decidió que los dos hijos con más talento musical, Julius y Jacob (entonces de 18 y 14 años), necesitaban dejar la escena musical provincial de Colonia para estudiar en París. Con el generoso apoyo de los melómanos locales y de la orquesta municipal, con la que ofrecieron un concierto de despedida el 9 de octubre, los dos jóvenes músicos, acompañados de su padre, realizaron el viaje de cuatro días a París en noviembre de 1833.
Isaac había recibido cartas de presentación para el director del Conservatorio de París, Luigi Cherubini, pero necesitó toda su elocuencia para persuadirlo incluso de que le diera una audición a Jacob. La edad y la nacionalidad del niño fueron obstáculos para la admisión. Cherubini había rechazado varios años antes la admisión de Franz Liszt de 12 años por motivos similares, pero finalmente accedió a escuchar tocar al joven Offenbach. Lo escuchó tocar y lo detuvo, diciendo: «Basta, joven, ahora eres alumno de este Conservatorio». Julius también fue admitido. Ambos hermanos adoptaron formas francesas de sus nombres, Julius se convirtió en Jules y Jacob se convirtió en Jacques.
Isaac esperaba conseguir un empleo permanente en París, pero no lo consiguió y volvió a Colonia. Antes de irse, encontró varios alumnos para Jules; las modestas ganancias de esas lecciones, complementadas con los honorarios ganados por ambos hermanos como miembros de los coros de la sinagoga, los mantuvieron durante sus estudios. En el conservatorio, Jules fue un estudiante diligente; se graduó y se convirtió en un exitoso director y profesor de violín y dirigió la orquesta de su hermano menor durante varios años. Por el contrario, Jacques estaba aburrido de los estudios académicos y se fue después de un año. La lista de estudiantes del conservatorio anota en contra de su nombre «Excluido el 2 de diciembre de 1834 (abandonado por su propia voluntad)».

### Virtuoso del violonchelo

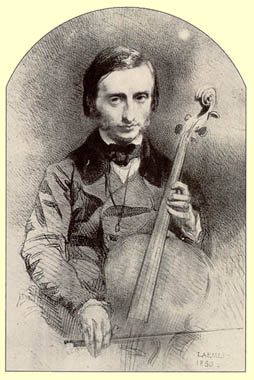
Offenbach como un joven virtuoso del violonchelo, dibujo de Alexandre Laemlein de 1850.

Tras dejar el conservatorio, Offenbach estaba libre del severo academicismo del plan de estudios de Cherubini, pero, como escribe el biógrafo James Harding, «también era libre de morirse de hambre». Consiguió algunos trabajos temporales en orquestas de teatro antes de obtener un nombramiento permanente en 1835 como violonchelista en la Opéra-Comique. No era más serio allí de lo que había sido en el conservatorio y regularmente le descontaban la paga por hacer bromas durante las actuaciones; en una ocasión, él y el violonchelista principal tocaron notas alternas de la partitura impresa y en otra sabotearon algunos de los atriles de sus colegas para hacerlos caer en medio de la interpretación. Sin embargo, las ganancias de su trabajo orquestal le permitieron recibir lecciones del violonchelista Louis-Pierre Norblin. Causó una impresión favorable en el compositor y director de orquesta Fromental Halévy, quien le dio lecciones de composición y orquestación y le escribió a Isaac Offenbach en Colonia que el joven iba a ser un gran compositor. Algunas de las primeras composiciones de Offenbach fueron programadas por el director Louis-Antoine Jullien. Offenbach y otro joven compositor, Friedrich von Flotow, colaboraron en una serie de obras para violonchelo y piano. Aunque la ambición de Offenbach era componer para el escenario, no pudo ingresar al teatro parisino en este momento de su carrera; con la ayuda de Flotow, se ganó una reputación componiendo y tocando en los salones de moda de París.
Entre los salones en los que Offenbach aparecía con más frecuencia estaba el de la condesa de Vaux. Allí conoció a Herminia de Alcain —cuyo nombre en francés es Herminie d'Alcain—, la hija de un general carlista. Se enamoraron, pero él aún no estaba en condiciones económicas para proponerle matrimonio. Para extender su fama y poder adquisitivo más allá de París, realizó giras por Francia y Alemania. Entre aquellos con los que actuó estaban Antón Rubinstein y, en un concierto en su Colonia natal, con Liszt. En 1844, probablemente a través de conexiones familiares inglesas de Herminia, se embarcó en una gira por Inglaterra. Allí, fue inmediatamente contratado para actuar con algunos de los músicos más famosos de la época, incluidos Felix Mendelssohn, Joseph Joachim, Michael Costa y Julius Benedict. The Era escribió sobre su actuación debut en Londres: «Su ejecución y gusto excitaron tanto el asombro como el placer, el genio que exhibió ascendió a una inspiración absoluta». La prensa británica informó sobre una actuación real triunfal; The Illustrated London News escribió: «Herr Jacques Offenbach, el asombroso violonchelista, actuó el jueves por la noche en Windsor ante el emperador de Rusia, el rey de Sajonia, la reina Victoria y el príncipe Alberto con gran éxito». El uso de «Herr» en lugar de «Monsieur», reflejando el hecho de que Offenbach siguió siendo un ciudadano prusiano, fue común a toda la cobertura de la prensa británica de la gira de Offenbach en 1844. La ambigüedad de su nacionalidad a veces le causó dificultades en su vida posterior.
Regresó a París con su reputación y su saldo bancario muy mejorados. El último obstáculo que quedaba para su matrimonio con Herminia era la diferencia en las religiones que profesaban; se convirtió al catolicismo, con la condesa de Vaux actuando como su patrocinadora. Se desconocen las opiniones de Isaac Offenbach sobre la conversión de su hijo del judaísmo. La boda tuvo lugar el 14 de agosto de 1844; la novia tenía 17 años y el novio 25. El matrimonio duró toda la vida y fue feliz, a pesar de algunos devaneos extramatrimoniales por parte de Offenbach. Después de la muerte de Offenbach, un amigo dijo que Herminia «le dio coraje, compartió sus pruebas y lo consoló siempre con ternura y devoción».
Tras su vuelta a los salones familiares de París, cambió silenciosamente el énfasis de su trabajo de ser un violonchelista que también componía a ser un compositor que tocaba el violonchelo. Ya había publicado muchas composiciones, y algunas de ellas se habían vendido bien, pero ahora comenzó a escribir, interpretar y producir burlesques musicales como parte de sus presentaciones de salón. Divirtió a los doscientos invitados de la condesa de Vaux con una parodia de Le désert de Félicien David, de moda en esa época, y en abril de 1846 ofreció un concierto en el que se estrenaron siete elementos operísticos de su propia composición ante una audiencia que incluía a destacados críticos musicales. Después de algunos estímulos y algunos contratiempos temporales, parecía a punto de irrumpir en la composición teatral cuando París se vio convulsionada por la revolución de 1848, que echó a Luis Felipe del trono y provocó un grave derramamiento de sangre en las calles de la capital. Offenbach se apresuró a llevar a su mujer y a su hija recién nacida a unirse a su familia en Colonia. Pensó que sería prudente volver temporalmente al nombre de Jacob.
Al regresar a París en febrero de 1849, encontró cerrados los grandes salones. Volvió a trabajar como violonchelista y director ocasional en la Opéra-Comique, pero no se animó en sus aspiraciones de componer. Su talento no pasó desapercibido para el director de la Comédie-Française, Arsène Houssaye, quien lo nombró director musical del teatro, con el encargo de ampliar y mejorar la orquesta. Offenbach compuso canciones y música incidental para once dramas clásicos y modernos para la Comédie-Française a principios de la década de 1850. Algunas de sus canciones se hicieron muy populares y adquirió una valiosa experiencia escribiendo para el teatro. Houssaye escribió más tarde que Offenbach había hecho maravillas por su teatro. Sin embargo, la dirección de la Opéra-Comique no se interesó en encargarle que compusiera para su escenario. El compositor Claude Debussy escribió más tarde que el establecimiento musical no podía hacer frente a la ironía de Offenbach, que ponían al descubierto la «calidad falsa y exagerada» de las óperas que ellos favorecían —«el gran arte ante el que no se permitía sonreír»—.

### Bouffes-Parisiens

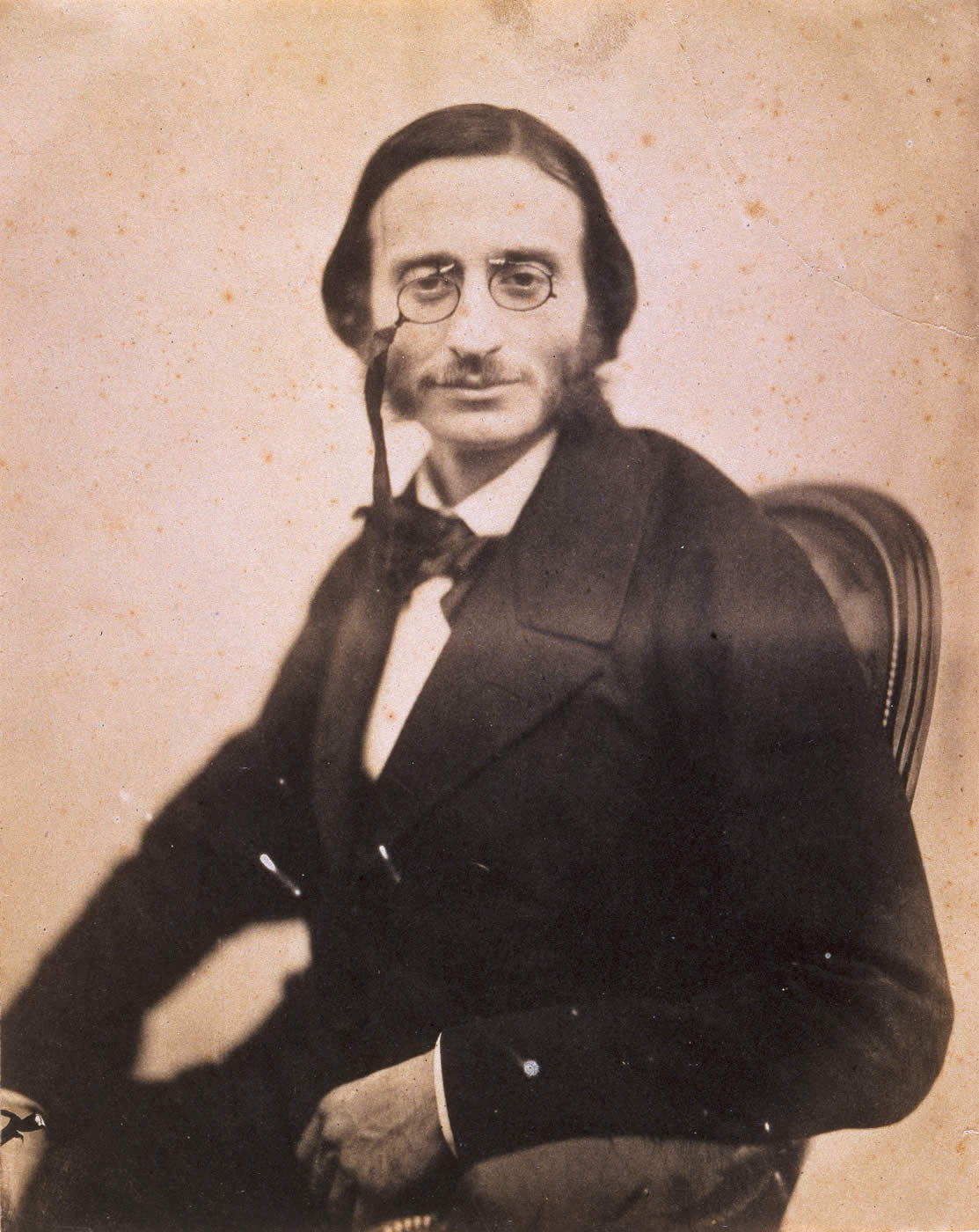
Jacques Offenbach fotografiado por su amigo Nadar.

Entre 1853 y 1855, escribió tres operetas en un acto y consiguió que se representaran en París: Le trésor à Mathurin, Pépito y Luc et Lucette. Todas fueron bien recibidas, pero las autoridades de la Opéra-Comique permanecieron impasibles. Offenbach encontró más aliento en el compositor, cantante y empresario Florimond Ronger, conocido profesionalmente como Hervé. En su teatro, el Folies-Nouvelles, que había abierto el año anterior, Hervé fue pionero en la ópera cómica ligera francesa, u «opérette». En The Musical Quarterly, Martial Teneo y Theodore Baker escribieron: «Sin el ejemplo de Hervé, Offenbach tal vez nunca se hubiera convertido en el músico que escribió Orfeo en los infiernos, La bella Helena y tantas otras obras triunfantes». Offenbach se acercó a Hervé, quien accedió a presentar una nueva opereta en un acto con letra de Jules Moinaux y música de Offenbach, llamada Oyayaye ou La reine des îles. Fue presentada el 26 de junio de 1855 y tuvo una buena recepción. El biógrafo del compositor, Peter Gammond, la describe como «una tontería encantadora». La pieza retrata a un contrabajista, interpretado por Hervé, naufragado en una isla caníbal, que tras varios encuentros peligrosos con la jefa de los caníbales escapa utilizando su contrabajo como barco. Offenbach siguió adelante con los planes de presentar él mismo sus obras en su propio teatro y abandonar cualquier idea de aceptación por parte de la Opéra-Comique.
Offenbach había elegido su teatro, la Salle Lacaze de los Campos Elíseos. El lugar y el momento eran ideales para él. París estaba a punto de llenarse entre mayo y noviembre de visitantes de Francia y del extranjero para la Exposición Universal de 1855. La Salle Lacaze estaba al lado del recinto ferial. Más tarde escribió:

En los Campos Elíseos, había un pequeño teatro en alquiler, construido para [el mago] Lacaze pero cerrado durante muchos años. Sabía que la Exposición de 1855 traería mucha gente a esta localidad. Para mayo, había encontrado veinte seguidores y el 15 de junio obtuve el contrato de arrendamiento. Veinte días después, reuní a mis libretistas y abrí el «Théâtre des Bouffes-Parisiens».

La descripción del teatro como «pequeño» era precisa: sólo podía albergar una audiencia de trescientas personas como máximo. Por lo tanto, se adaptaba bien a los pequeños elencos permitidos por las leyes de licencias vigentes: Offenbach estaba limitado a tres oradores (o cantantes) personajes en cualquier pieza. Con elencos tan pequeños, las obras de larga duración estaban fuera de discusión, y Offenbach, como Hervé, presentó veladas de varias piezas en un acto. La apertura del teatro fue una carrera frenética, con menos de un mes entre la emisión de la licencia y la noche de apertura el 5 de julio de 1855. Durante este período, el compositor tuvo que «equipar el teatro, contratar actores, orquesta y personal, encontrar autores para escribir material para el programa de apertura y componer la música». Entre los que reclutó con poca antelación se encontraba Ludovic Halévy, sobrino de su primer mentor, Fromental Halévy. Ludovic era un funcionario respetable con pasión por el teatro y un don para el diálogo y el verso. Mientras mantenía su carrera en el servicio civil, colaboró (a veces bajo seudónimos discretos) con Offenbach en veintiuna obras durante los siguientes veinticuatro años.
Halévy escribió el libreto de una de las piezas del programa de apertura, pero la obra más popular de la velada tuvo letra de Moinaux. Les Deux Aveugles es una comedia sobre dos mendigos que fingen ceguera. Durante los ensayos, hubo cierta preocupación de que el público pudiera juzgarlo de mal gusto, pero no sólo fue el éxito de la temporada en París: pronto estuvo sonando con éxito en Viena, Londres y otros lugares. Otro éxito de ese verano fue Le Violoneux, que convirtió en estrella a Hortense Schneider en su primer papel para Offenbach. A los 22 años, cuando hizo una audición para él, se comprometió en el acto. Desde 1855 fue un miembro clave de sus empresas durante gran parte de su carrera.
Los Campos Elíseos en 1855 aún no eran la gran avenida trazada por el barón Haussmann en la década de 1860, sino una allée sin asfaltar. No se podía esperar que el público que acudía en masa al teatro de Offenbach en el verano y el otoño de 1855 se aventurara allí en las profundidades del invierno parisino. Buscó un lugar adecuado y encontró el Théâtre des Jeunes Élèves, conocido también como Salle Choiseul o Théâtre Comte, en el centro de París. Se asoció con su propietario y trasladó el Bouffes-Parisiens allí para la temporada de invierno. La compañía regresó a la Salle Lacaze para las temporadas de verano de 1856, 1857 y 1859, actuando en la Salle Choiseul en el invierno. La legislación promulgada en marzo de 1861 impidió que la compañía utilizara ambos teatros y se interrumpieron las apariciones en la Salle Lacaze.

### Salle Choiseul

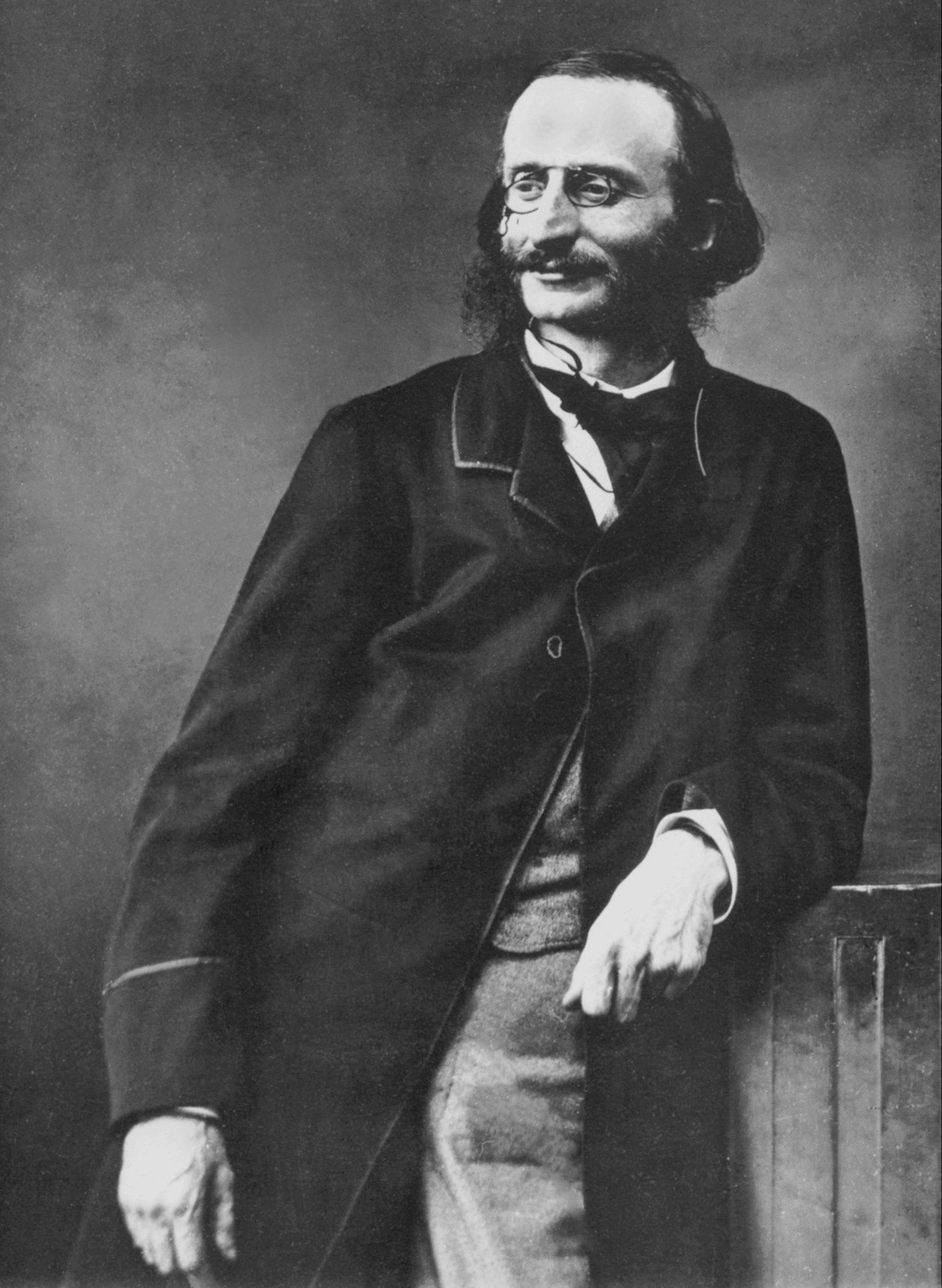
Retrato de Offenbach, por Nadar.

La primera pieza de Offenbach para el nuevo hogar de la compañía fue Ba-ta-clan (diciembre de 1855), una pieza bien recibida de frivolidad que simulaba la cultura oriental, con libreto de Halévy. Le siguieron quince operetas más en un acto durante los siguientes tres años. Todas eran para los pequeños elencos permitidos bajo su licencia, aunque en la Salle Choiseul se le concedió un aumento de tres a cuatro cantantes.
Bajo su dirección, los Bouffes-Parisiens escenificaron obras de numerosos compositores. Estos incluyeron nuevas piezas de Léon Gastinel y Léo Delibes. Cuando Offenbach pidió permiso a Gioachino Rossini para revivir su comedia Il signor Bruschino, éste respondió que estaba contento de poder hacer cualquier cosa por «el Mozart de los Campos Elíseos». Offenbach veneraba a Mozart por encima de todos los demás compositores. Tenía la ambición de presentar la ópera cómica en un acto olvidada de Mozart Der Schauspieldirektor en el Bouffes-Parisiens y adquirió la partitura de Viena. Con un texto traducido y adaptado por Léon Battu y Ludovic Halévy, lo presentó durante las celebraciones del centenario de Mozart en mayo de 1856 como L'impresario; fue popular entre el público y también mejoró en gran medida la posición crítica y social de los Bouffes-Parisiens. Por orden del emperador Napoleón III, la compañía actuó en el palacio de las Tullerías poco después de la primera representación de la pieza de Mozart.
En un largo artículo en Le Figaro en julio de 1856, Offenbach trazó la historia de la ópera cómica. Declaró que la primera obra digna de ser llamada opéra-comique fue Blaise le savetier de Philidor de 1759 y describió la divergencia gradual de las nociones italianas y francesas de la ópera cómica, con el entusiasmo, la imaginación y la alegría de los compositores italianos y la inteligencia, sentido común, buen gusto e ingenio de los compositores franceses. Llegó a la conclusión de que la ópera cómica se había vuelto demasiado grandiosa e inflada. Su disquisición fue preliminar al anuncio de un concurso abierto para aspirantes a compositores. Un jurado de compositores y dramaturgos franceses, incluidos Daniel-François Auber, Fromental Halévy, Ambroise Thomas, Charles Gounod y Eugène Scribe, consideraron 78 candidatos; se pidió a los cinco participantes preseleccionados que prepararan un libreto, El doctor Milagro, escrito por Ludovic Halévy y Léon Battu. Los ganadores conjuntos fueron Georges Bizet y Alexandre Charles Lecocq. Bizet se convirtió y siguió siendo un devoto amigo de Offenbach. Lecocq y Offenbach no congeniaron y su rivalidad posterior no fue del todo amistosa.
Aunque los Bouffes-Parisiens tocaron a sala llena, el teatro estuvo constantemente al borde de quedarse sin dinero, principalmente debido a lo que su biógrafo Alexander Faris llama «la incorregible extravagancia de Offenbach como director». Un biógrafo anterior, André Martinet, escribió: «Jacques gastó dinero sin contar. Se tragaron trozos enteros de terciopelo en el auditorio; los disfraces devoraron ancho tras ancho de satén». Además, Offenbach fue personalmente generoso y hospitalario con benevolencia. Para impulsar las finanzas de la compañía, se organizó una temporada en Londres en 1857, con la mitad de la compañía permaneciendo en París para tocar en la Salle Choiseul y la otra mitad actuando en el St James's Theatre en el West End de Londres. La visita fue un éxito, pero no causó la sensación que las obras posteriores de Offenbach causaron en la ciudad.

### Orfeo en los infiernos

Cartel para el reestreno de Orfeo en los infiernos en París en 1878.

En 1858, el gobierno levantó las restricciones de licencia sobre el número de artistas y Offenbach pudo presentar obras más ambiciosas. Su primera opereta de larga duración, Orfeo en los infiernos, se presentó en octubre de ese año. Offenbach, como de costumbre, se dedicó libremente a la producción, con escenografía de Gustave Doré, lujoso vestuario, un elenco de veinte actores principales y un gran coro y orquesta.
Como la empresa estaba particularmente escasa de dinero después de una temporada fallida en Berlín, se necesitaba con urgencia un gran éxito. Al principio, la producción parecía que iba a tener simplemente un éxito modesto. Pronto se benefició de una reseña indignada de Jules Janin, el crítico del Journal des Débats; condenó la pieza por blasfemia e irreverencia (aparentemente a la mitología romana, pero en realidad a Napoleón III y su gobierno, generalmente vistos como los objetivos de su sátira). Offenbach y su libretista, Hector Crémieux, aprovecharon esta publicidad gratuita y se unieron a un animado debate público en las columnas del diario parisino Le Figaro. La indignación de Janin hizo que el público se emocionara al ver la obra y la recaudación de taquilla fue prodigiosa. Entre los que querían ver la sátira del emperador estaba el propio Napoleón III, que pidió una actuación en abril de 1860. A pesar de muchos grandes éxitos durante el resto de la carrera de Offenbach, Orfeo en los infiernos siguió siendo el más popular. Gammond enumera entre las razones de su éxito, «los valses arrebatadores» que recuerdan a Viena, pero con un nuevo sabor francés, las patter songs y «sobre todo, por supuesto, el cancán que había llevado una vida traviesa en los bajos fondos desde la década 1830 o así y ahora se ha convertido en una moda educada, tan desinhibida como siempre».
En la temporada de 1859, los Bouffes-Parisiens presentaron nuevas obras de compositores como Flotow, Jules Erlanger, Alphonse Varney, Léo Delibes y el propio Offenbach. De las nuevas piezas de éste, Genoveva de Brabante, aunque inicialmente sólo fue un éxito moderado, fue revisada más tarde y ganó mucha popularidad, donde el dúo de los dos gendarmes se convirtió en un número favorito en Inglaterra y Francia y la base del Himno de los Marines de Estados Unidos.

### Década de 1860

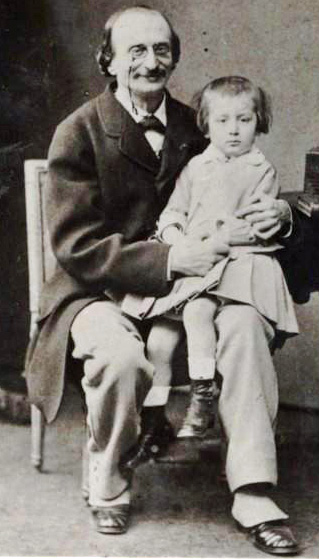
Offenbach con su único hijo varón, Auguste, en 1865.

La década de 1860 fue la más exitosa de Offenbach. A principios de 1860, se le concedió la ciudadanía francesa por mandato personal de Napoleón III y al año siguiente fue nombrado Caballero de la Legión de Honor; este nombramiento escandalizó a aquellos miembros altivos y exclusivos del establishment musical que estaban molestos por tal honor para un compositor de ópera ligera popular. Offenbach comenzó la década con su único ballet independiente, Le papillon, producido en la Ópera de París en 1860. Logró lo que entonces fue una exitosa serie de cuarenta y dos funciones, sin, como el biógrafo Andrew Lamb dice, «darle una mayor aceptación en círculos más respetables». Entre otras operetas en el mismo año, finalmente tuvo una pieza en tres actos presentada por la Opéra-Comique, Barkouf. No fue un éxito; su trama giraba en torno a un perro y el compositor intentó imitaciones caninas en su música. Ni el público ni la crítica quedaron impresionados y la pieza sobrevivió sólo siete representaciones.
Aparte de ese revés, Offenbach floreció en la década de 1860, con éxitos que superaron en gran medida a los fracasos. En 1861 dirigió la compañía en una temporada de verano en Viena. Al encontrarse con casas repletas y críticas entusiastas, encontró Viena muy de su agrado. Incluso volvió, por una sola noche, a su antiguo papel como virtuoso del violonchelo en una actuación real ante el emperador Francisco José. Ese éxito fue seguido por un fracaso en Berlín. Offenbach, aunque nació ciudadano prusiano, observó: «Prusia nunca hace nada para hacer felices a los de nuestra nacionalidad». Él y la compañía se apresuraron a regresar a París. Mientras tanto, entre sus operetas de esa temporada se encontraba el largometraje Le Pont des soupirs y M. Choufleuri restera chez lui le..., en un acto.
En 1862, nació su único hijo varón, Auguste (fallecido en 1883), el último de cinco hijos. En el mismo año, renunció como director de Bouffes-Parisiens y entregó el cargo a Alphonse Varney. Continuó escribiendo la mayoría de sus obras para la compañía, con la excepción de piezas ocasionales para la temporada de verano en Bad Ems. A pesar de los problemas con el libreto, completó una ópera seria en 1864, Die Rheinnixen, una mezcolanza de temas románticos y mitológicos. La ópera se presentó con cortes sustanciales en la Ópera de la Corte de Viena y en Colonia en 1865. No se volvió a representar hasta 2002, cuando finalmente se representó en su totalidad. Desde entonces se le han dado varias producciones. Contenía un número, el «Elfenchor», descrito por el crítico Eduard Hanslick como «encantador, atractivo y sensual», que Ernest Guiraud adaptó más tarde como la «Barcarolle» en Los cuentos de Hoffmann. Después de diciembre de 1864, escribió con menos frecuencia para los Bouffes-Parisiens y muchas de sus nuevas obras se estrenaron en teatros más importantes.
Entre 1864 y 1868, escribió cuatro de las operetas por las que se le recuerda principalmente: La bella Helena (1864), La vida parisina (1866), La gran duquesa de Gérolstein (1867) y La Périchole (1868). A Halévy se unió como libretista de todas ellas Henri Meilhac. Offenbach, que los llamaba «Meil» y «Hal», dijo de esta trinidad: «Je suis sans doute le Père, mais chacun des deux est mon Fils et plein d'Esprit», un juego de palabras traducido libremente como «Ciertamente soy el Padre, pero cada uno de ellos es mi Hijo y completamente en Espíritu».
Para La bella Helena, Offenbach aseguró a Hortense Schneider para interpretar el papel principal. Desde su temprano éxito en sus óperas cortas, se había convertido en una de las principales estrellas del escenario musical francés. Ahora cobraba grandes honorarios y era notoriamente temperamental, pero el compositor insistió en que ninguna otra cantante podría igualarla como Helena. Los ensayos para el estreno en el Théâtre des Variétés fueron tempestuosos, con Schneider y la mezzosoprano principal Léa Silly peleándose, el censor preocupado por la sátira de la corte imperial y el director del teatro intentando controlar la extravagancia de Offenbach con los gastos de producción. Una vez más el éxito de la pieza fue asegurado sin tener en cuenta al crítico Janin; su escandalizado aviso fue fuertemente contrarrestado por los críticos liberales y la publicidad subsiguiente volvió a atraer al público en masa.

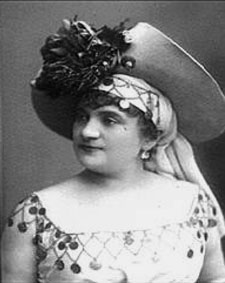
Zulma Bouffar fue la protagonista de Barbazul (1866). En esa época inició un romance con el compositor que duró al menos hasta 1875.

Barbazul fue un éxito a principios de 1866 y se reprodujo rápidamente en otros lugares. La vida parisina más adelante en el mismo año fue un nuevo punto de partida para Offenbach y sus libretistas; por primera vez en una pieza de gran formato eligieron un escenario moderno, en lugar de disfrazar su sátira bajo un manto clásico. No necesitó un impulso accidental de Janin, sino que fue un éxito instantáneo y prolongado entre el público parisino, aunque sus temas muy parisinos lo hicieron menos popular en el extranjero. Gammond describe el libreto como «casi digno de [WS] Gilbert», y la partitura de como «ciertamente la mejor hasta el momento». La pieza fue protagonizada por Zulma Bouffar, quien inició un romance con el compositor que duró al menos hasta 1875.
En 1867, Offenbach tuvo su mayor éxito. El estreno de La gran duquesa de Gérolstein, una sátira del militarismo, tuvo lugar dos días después de la inauguración de la Exposición Universal de París, un atractivo internacional aún mayor que la exposición de 1855 que lo había ayudado a lanzar su carrera como compositor. El público parisino y los visitantes extranjeros acudieron en masa a la nueva opereta. Los soberanos que vieron la pieza incluyeron al rey de Prusia, Guillermo I, acompañado por su primer ministro, Otto von Bismarck. Halévy, con su experiencia como alto funcionario, vio más claramente que la mayoría la amenaza inminente de Prusia; escribió en su diario: «Bismarck está ayudando a duplicar nuestras ganancias. Esta vez es de la guerra de la que nos estamos riendo y la guerra está a nuestras puertas». La gran duquesa de Gérolstein fue seguida rápidamente por una serie de piezas exitosas: Robinson Crusoé, Genoveva de Brabante (versión revisada; ambas de 1867), Le château à Toto, Le Pont des soupirs (versión revisada) y L'Île de Tulipatan (todas en 1868).
En octubre de 1868, La Périchole marcó una transición en el estilo de Offenbach, con una sátira menos exuberante y un interés romántico más humano. Lamb la denomina la partitura «más encantadora» del compositor. Hubo algunas quejas críticas por el cambio, pero la pieza, con Schneider a la cabeza, hizo un buen negocio. Se produjo rápidamente en Europa y América del Norte y del Sur. De las piezas que le siguieron a finales de la década, Les brigands (1869) fue otra obra que se inclinó más hacia la ópera cómica romántica que hacia la opéra bouffe. Fue bien recibida, pero posteriormente no ha sido revivida con tanta frecuencia como las operetas más conocidas de Offenbach.

### Guerra y secuelas

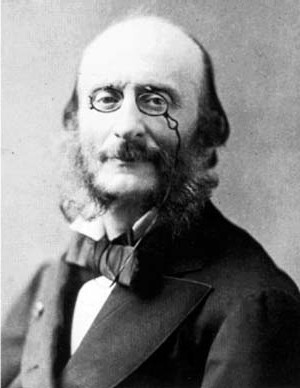
Offenbach hacia 1876.

Offenbach regresó apresuradamente de Ems y Wiesbaden antes del estallido de la guerra franco-prusiana en 1870. Luego fue a su casa en Étretat y arregló que su familia se mudara a la seguridad de San Sebastián en el norte de España, uniéndose a ellos poco después. Habiendo saltado a la fama bajo Napoleón III, satirizado y recompensado por él, Offenbach fue universalmente asociado con el antiguo régimen: fue conocido como «el sinsonte del Segundo Imperio». Cuando el imperio cayó tras la victoria de Prusia en Sedán (1870), la música de Offenbach cayó repentinamente en desgracia. Francia se vio invadida por sentimientos violentamente antialemanes y, a pesar de su ciudadanía francesa y Legión de honor, su nacimiento y educación en Colonia lo hicieron sospechoso. Sus operetas ahora fueron vilipendiadas con frecuencia como la encarnación de todo lo superficial y sin valor en el régimen de Napoleón III. La gran duquesa de Gérolstein fue prohibida en Francia debido a su sátira antimilitarista.
Aunque su audiencia parisina lo abandonó, ya se había vuelto muy popular en Inglaterra. John Hollingshead del Gaiety Theatre presentó las operetas de Offenbach a un público numeroso y entusiasta. Entre 1870 y 1872, el Gaiety produjo quince de sus obras. En el Royalty Theatre, Richard D'Oyly Carte presentó La Périchole en 1875. También en Viena se producían regularmente sus obras. Mientras la guerra y sus secuelas asolaban París, el compositor supervisó producciones vienesas y viajó a Inglaterra como invitado del Príncipe de Gales.
A finales de 1871, la vida en París había vuelto a la normalidad y Offenbach puso fin a su exilio voluntario. Sus nuevas obras Le Roi Carotte (1872) y La jolie parfumeuse (1873) fueron modestamente rentables, pero las renovaciones lujosas de sus éxitos anteriores hicieron mejores negocios. Decidió volver a la dirección teatral y se hizo cargo del Théâtre de la Gaîté en julio de 1873. Su espectacular reposición de Orfeo en los infiernos allí fue muy rentable; un intento de repetir ese éxito con una nueva y lujosa versión de Genoveva de Brabante resultó menos popular. Además de los costes de producciones extravagantes, la colaboración con el dramaturgo Victorien Sardou culminó en un desastre financiero. Una costosa producción de La haine de Sardou en 1874, con música incidental de Offenbach, no logró atraer al público a la Gaîté, y el compositor se vio obligado a vender sus intereses allí e hipotecar futuras regalías.
En 1876, una exitosa gira por Estados Unidos en relación con su Exposición del Centenario permitió a Offenbach recuperar algunas de sus pérdidas y pagar sus deudas. Comenzando con un concierto en Gilmore's Garden ante una multitud de 8000 personas, dio una serie de más de cuarenta conciertos en Nueva York y Filadelfia. Para eludir una ley de Filadelfia que prohibía los espectáculos los domingos, disfrazó sus números de opereta como piezas litúrgicas y anunció un «Gran Concierto Sagrado de M. Offenbach». «Dis-moi, Vénus»" de La bella Helena se convirtió en una «Litanie» y otros números igualmente seculares se anunciaron como «Prière» o «Himno». Las autoridades locales no se dejaron engañar y el concierto no se llevó a cabo. En el Booth's Theatre de Nueva York, dirigió La vida parisina y su reciente (1873) La jolie parfumeuse. Regresó a Francia en julio de 1876, con beneficios que fueron cuantiosos, pero no espectaculares.
Sus operetas posteriores disfrutaron de una renovada popularidad en Francia, especialmente Madame Favart (1878), que presentaba una trama de fantasía sobre la vida real de la actriz francesa Marie-Justine-Benoîte Favart, y La Fille du Tambour-major (1879), que fue la más exitosa de sus operetas de la década de 1870.

### Últimos años

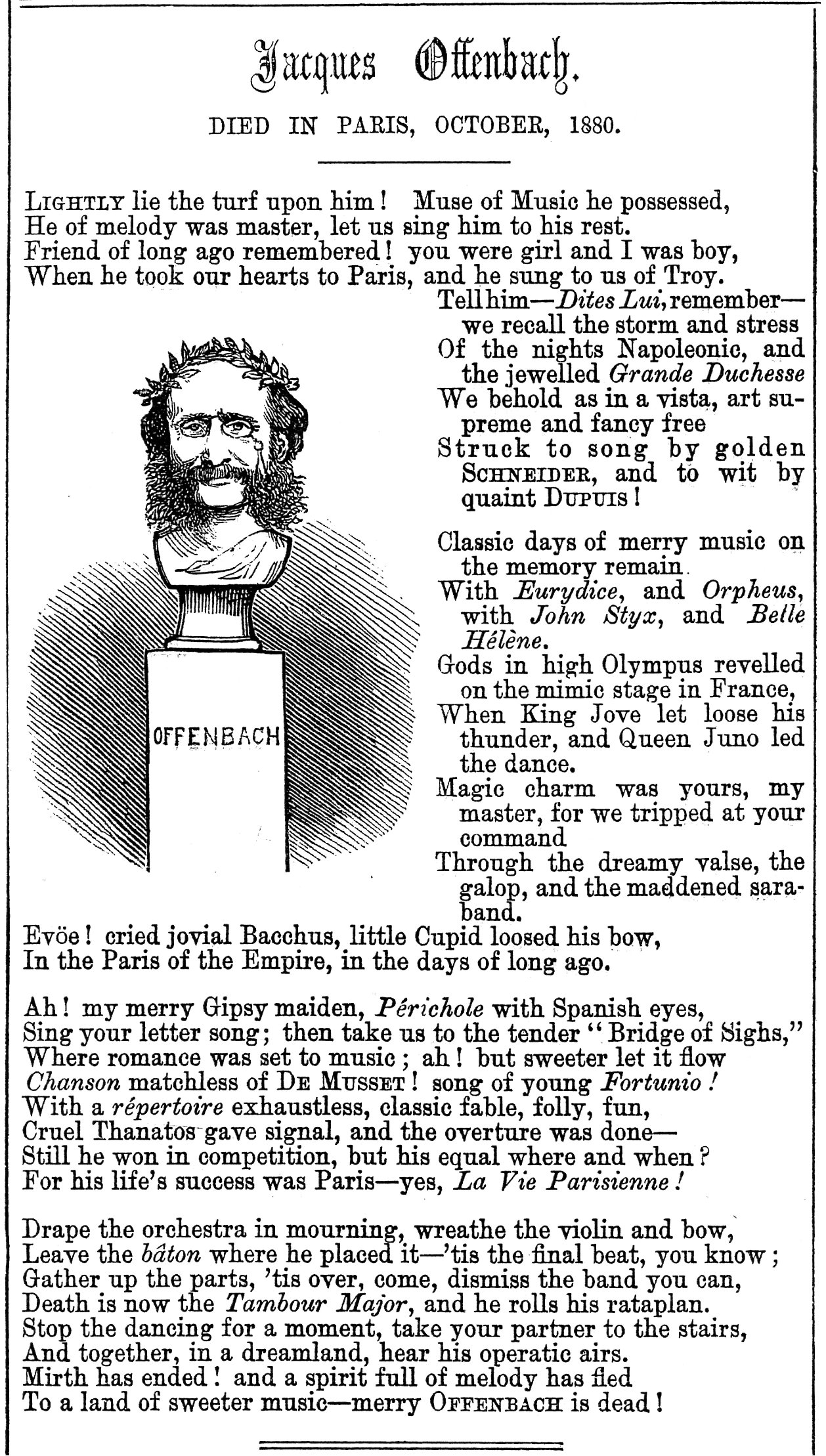
Elegía a Offenbach de Clement Scott en la revista Punch.

Aunque La fille du tambour-major fue rentable, componerla dejó a Offenbach menos tiempo para trabajar en su preciado proyecto, la creación de una exitosa ópera seria. Desde principios de 1877, había estado trabajando cuando podía en una pieza basada en una obra de teatro, Les contes fantastiques d'Hoffmann, de Jules Barbier y Michel Carré. Offenbach sufría de gota desde la década de 1860 y a menudo lo llevaban al teatro en una silla. Ahora con problemas de salud, era consciente de su propia mortalidad y deseaba apasionadamente vivir lo suficiente para completar la ópera Los cuentos de Hoffmann. Se le escuchó decirle a Kleinzach, su perro, «daría todo lo que tengo por estar en el estreno». Sin embargo, no vivió para terminar la pieza. Dejó la partitura vocal sustancialmente completa y había comenzado con la orquestación. Ernest Guiraud, un amigo de la familia, asistido por Auguste, el hijo de Offenbach, de 18 años, completó la orquestación, realizando cambios significativos, así como los cortes sustanciales exigidos por el director de la Opéra-Comique, Léon Carvalho. La ópera se vio por primera vez en la Opéra-Comique el 10 de febrero de 1881; Guiraud añadió recitativos para el estreno en Viena, en diciembre de 1881, y posteriormente se hicieron otras versiones.
Offenbach murió el 5 de octubre de 1880 en París a la edad de 61 años. Su causa de muerte fue certificada como insuficiencia cardíaca provocada por gota aguda. Le dieron un funeral de estado; The Times escribió: «La multitud de hombres distinguidos que lo acompañaron en su último viaje en medio de la simpatía general del público muestra que el difunto compositor fue considerado entre los maestros de su arte». Está enterrado en el cementerio de Montmartre.

## Obra
En The Musical Times, Mark Lubbock escribió en 1957:

Offenbach's music is as individually characteristic as that of Delius, Grieg o Puccini - together with range and variety. He could write straightforward «singing» numbers like Paris' song in La Belle Hélène, «Au mont Ida trois déesses»; comic songs like General Boum's «Piff Paff Pouf» and the ridiculous ensemble at the servants' ball in La Vie Parisienne, «Votre habit a craqué dans le dos». He was a specialist at writing music that had a rapturous, hysterical quality. The famous can-can from Orphée aux Enfers has it, and so has the finale of the servants' party ... which ends with the delirious song «Tout tourne, tout danse'». Then, as a contrast, he could compose songs of a simplicity, grace and beauty like the Letter Song from La Périchole, «Chanson de Fortunio», and the Grand Duchess's tender love song to Fritz: «Dites-lui qu'on l'a remarqué distingué».
La música de Offenbach es tan característica individualmente como la de Delius, Grieg o Puccini, junto con registro y variedad. Podía escribir números sencillos para «cantar» como la canción de Paris en La bella Helena, «Au mont Ida trois déesses»; canciones cómicas como «Piff Paff Pouf» del General Boum y el conjunto ridículo de los sirvientes en el baile de La vida parisina, «Votre habit a craqué dans le dos». Era un especialista en escribir música que tuviera una cualidad entusiasta e histérica. El famoso cancán de Orfeo en los infiernos lo tiene y también lo tiene el final de la fiesta de los sirvientes... que termina con la delirante canción «Tout tourne, tout danse'». Luego, como contraste, pudo componer canciones de una sencillez, gracia y belleza como la canción de las cartas de La Périchole, «Chanson de Fortunio», y la tierna canción de amor de la Gran Duquesa a Fritz: «Dites-lui qu'on l'a considéré distingué».

Entre otros números de Offenbach muy conocidos se encuentran «Les oiseaux dans la charmille»" (Los cuentos de Hoffmann); «Voici le sabre de mon père» y «Ah! Que j'aime les militaires» (La gran duquesa de Gérolstein); y «Tu n'es pas beau» en La Périchole, que Lamb señala que fue la última canción importante de Offenbach para Hortense Schneider.

### Operetas
Según sus propios cálculos, Offenbach compuso más de cien óperas. Tanto el número como el sustantivo son discutibles: algunas obras se revisaron tan extensamente que evidentemente contó las versiones revisadas como nuevas y los comentaristas generalmente se refieren a todas sus obras teatrales, excepto Die Rheinnixen y Los cuentos de Hoffmann, como operetas, en lugar de óperas. Offenbach reservó el término opérette u opérette bouffe para algunas de sus obras en un acto y más a menudo usó el término opéra bouffe para sus obras de larga duración (aunque hay una serie de obras en uno y dos actos como ejemplos de este tipo). Fue sólo con el mayor desarrollo del género de la opereta en Viena después de 1870 que el término francés opérette comenzó a usarse para obras de más de un acto.
Sólo dieciséis de sus obras son llamadas opérettes por el compositor. Denominó a otras ocho opérette bouffe y hay una sola opérette fantastique. Offenbach también usó el término opéra-comique para al menos veinticuatro de sus obras en uno, dos o tres actos y hay otras tantas opéras bouffes, junto con dos opéras bouffes féeries. Otros subgéneros menores incluyen opéra bouffon (5), bouffonnerie musicale (3), saynète (2) pièce d'occasion (2) y revue (2). Offenbach inventó nombres para algunas obras individuales: anthropophagie musicale, chinoiserie musicale, comédie à ariettes, conversation alsacienne, légende bretonne y légende napolitaine. Hay también una de cada una de las siguientes: fantasie musicale, opéra féerie, tableau villageois y valse. También existen obras religiosas como sus Ave María para soprano  y para coro.
Las primeras operetas de Offenbach eran piezas de un acto para pequeños elencos. Más de treinta de éstas fueron presentadas antes de su primera «opéra bouffon» a gran escala, Orfeo en los infiernos, en 1858, y compuso más de veinte de ellas durante el resto de su carrera. Lamb, siguiendo el precedente del estudio del compositor de Henseler de 1930, divide las piezas de un acto en cinco categorías: «(i) idilios campestres; (ii) operetas urbanas; (iii) operetas militares; (iv) farsas; y (v) burlesques o parodias». Offenbach disfrutó de su mayor éxito en la década de 1860. Sus operetas más populares de la década se han mantenido entre las más conocidas.

#### Textos
Las primeras ideas para las tramas generalmente provinieron de Offenbach, con sus libretistas trabajando en líneas acordadas con él. Lamb escribe: «En este sentido, Offenbach estuvo bien servido y hábil para descubrir talentos. Al igual que Sullivan, y a diferencia de Johann Strauss hijo, fue bendecido constantemente con temas viables y libretos genuinamente ingeniosos». Se aprovechó de la flexibilidad rítmica del idioma francés, pero a veces la llevó al extremo, obligando a las palabras a tener acentos poco naturales. Harding comenta que «obtuvo mucha violencia en el idioma francés». Una característica frecuente de la configuración de palabras de Offenbach era la repetición sin sentido de sílabas aisladas de palabras para lograr un efecto cómico; por ejemplo, en La bella Helena: «Je suis l'époux de la reine/Poux de la reine/Poux de la reine» y «Le roi barbu qui s'avance/Bu qui s'avance/Bu qui s'avance».

#### Estructura musical
En general, Offenbach siguió formas simples y establecidas. Sus melodías suelen ser cortas y sin variaciones en su ritmo básico, rara vez, en palabras de Hughes, escapan «al despotismo de la frase de cuatro compases». En la modulación, fue igualmente cauteloso; rara vez cambiaba una melodía a una tonalidad remota o inesperada y se mantenía mayormente en un patrón tónica-dominante-subdominante. Dentro de estos límites convencionales, empleó mayor recurso en su variado uso del ritmo; en un solo número contrastaría el ritmo rápido de un cantante con una frase amplia y suave para otro, ilustrando sus diferentes caracteres. De manera similar, a menudo cambiaba rápidamente entre modos mayores y menores, contrastando efectivamente personajes o situaciones. Cuando lo deseaba, podía utilizar técnicas no convencionales, como el leitmotiv, utilizado en todo momento para acompañar al epónimo Docteur Ox (1877) y para parodiar a Wagner en Le carnaval des revues (1860).

#### Orquestación
En sus primeras piezas para los Bouffes-Parisiens, el tamaño del foso de la orquesta había restringido a Offenbach a una orquesta de dieciséis músicos. Compuso para flauta, oboe, clarinete, fagot, dos trompas, corneta, trombón, timbales y percusión y una pequeña sección de cuerdas de siete músicos. Después de mudarse a la Salle Choiseul tenía una orquesta de treinta músicos. El musicólogo y especialista en Offenbach Jean-Christophe Keck señala que cuando había orquestas más grandes disponibles, ya sea en los teatros más grandes de París o en Viena o en cualquier otro lugar, componía o reorganizaba la música existente, en consecuencia. Las partituras sobrevivientes muestran su instrumentación para viento y metales adicionales, e incluso percusión adicional. Cuando estaban disponibles, escribía para corno inglés, arpa y, excepcionalmente, según Keck, un figle (Le Papillon), campanas tubulares (Le carnaval des revues) y una máquina de viento (Le voyage dans la lune).
Hughes describe su orquestación como «siempre hábil, a menudo delicada y, en ocasiones, sutil». Cita la canción de Plutón en Orfeo en los infiernos, introducida por una frase de tres compases para clarinete solo y fagot solo en octavas repetidas inmediatamente en flauta solista y fagot solo una octava más alta. En opinión de Keck, «la partitura orquestal de Offenbach está llena de detalles, contravoces elaboradas, interacciones diminutas coloreadas por interjecciones de los instrumentos de viento madera o metal, todo lo cual establece un diálogo con las voces. Su refinamiento de diseño iguala al de Mozart o Rossini».

#### Método compositivo
Offenbach compuso a menudo en medio del ruido y las distracciones. Según Keck, primero tomaba nota de las melodías que le sugería un libreto en un cuaderno o directamente en el manuscrito del libretista. Luego, utilizando papel manuscrito de partitura completa, escribía las partes vocales en el centro, luego un acompañamiento de piano en la parte inferior, posiblemente con notas sobre la orquestación. Cuando se sentía seguro de que la obra sería interpretada, comenzaba la orquestación completa, a menudo empleando un sistema codificado.

#### Parodia e influencias

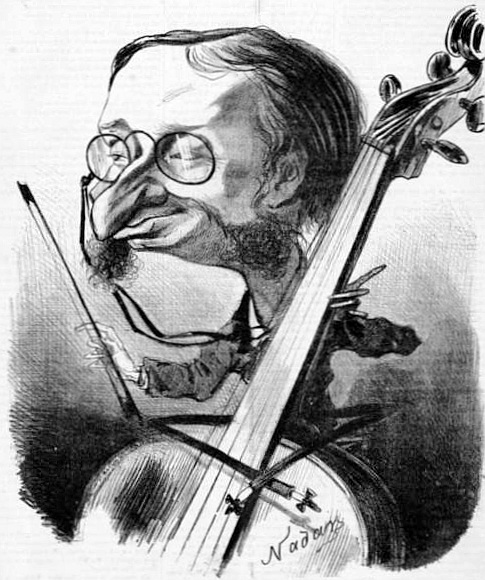
Caricatura de Jacques Offenbach.

Offenbach era bien conocido por parodiar la música de otros compositores. Algunos vieron el chiste y otros no. Adam, Auber y Meyerbeer disfrutaron de las parodias de Offenbach de sus partituras. Meyerbeer se aseguró de asistir a todas las producciones de Bouffes-Parisiens, siempre sentado en el palco privado de Offenbach. Entre los compositores que no se divirtieron con las parodias de Offenbach estaban Berlioz y Wagner. Offenbach se burló de los «esfuerzos por lo antiguo» de Berlioz y su sátira inicial alegre de las pretensiones de Wagner se endureció más tarde en una verdadera aversión. Berlioz reaccionó poniendo entre paréntesis a Offenbach y Wagner juntos como «el producto de la mente loca alemana» y Wagner, ignorando a Berlioz, tomó represalias escribiendo algunos versos poco halagadores sobre Offenbach.
En general, la técnica paródica de Offenbach consistía simplemente en tocar la música original en circunstancias inesperadas e incongruentes. Deslizó el himno revolucionario prohibido La Marsellesa en el coro de dioses rebeldes en Orfeo en los infiernos y citó el aria «Che farò» del Orfeo de Gluck en la misma obra; en La bella Helena citó al trío patriótico de Guillermo Tell de Rossini y se parodió a sí mismo en el conjunto para los reyes de Grecia, en el que el acompañamiento cita el rondó de Orfeo en los infiernos. En sus piezas de un acto, parodió «Largo al factotum» de Rossini y arias familiares de Bellini. En Croquefer (1857), un dúo consta de citas de La judía de Halévy y Roberto el diablo y Los hugonotes de Meyerbeer. Incluso en su período posterior, menos satírico, incluyó una cita paródica de La hija del regimiento de Donizetti en La Fille du Tambour-major.
El crítico Paul Taylor señala otros ejemplos del uso de la incongruencia por parte de Offenbach: «En La bella Helena, los reyes de Grecia denuncian a París como "un vil séducteur" a un ritmo de vals que en sí mismo es inadecuadamente seductor ... la frase que suena excéntrica «L'homme à la pomme» se convierte en el núcleo absurdo de un gran conjunto de bacalao». Otra letra con música absurdamente ceremoniosa es «Votre habit a craqué dans le dos» («Tu abrigo se ha partido por la espalda») en La vida parisina. El rondó de La gran duquesa de Gérolstein «Ah! Que j'aime les militaires» es rítmica y melódicamente similar al final de la Séptima Sinfonía de Beethoven, pero no está claro si la similitud es paródica o coincidente.
En la última década de Offenbach, notó un cambio en el gusto del público: ahora se prefería un estilo más simple y romántico. Harding escribe que Lecocq se había alejado con éxito de la sátira y la parodia, volviendo al «espíritu genuino de la opéra-comique y su alegría peculiarmente francesa». Offenbach hizo lo mismo en una serie de veinte operetas; el director de orquesta y musicólogo Antonio de Almeida nombra la mejor de ellas como La Fille du Tambour-major (1879).

### Otras obras

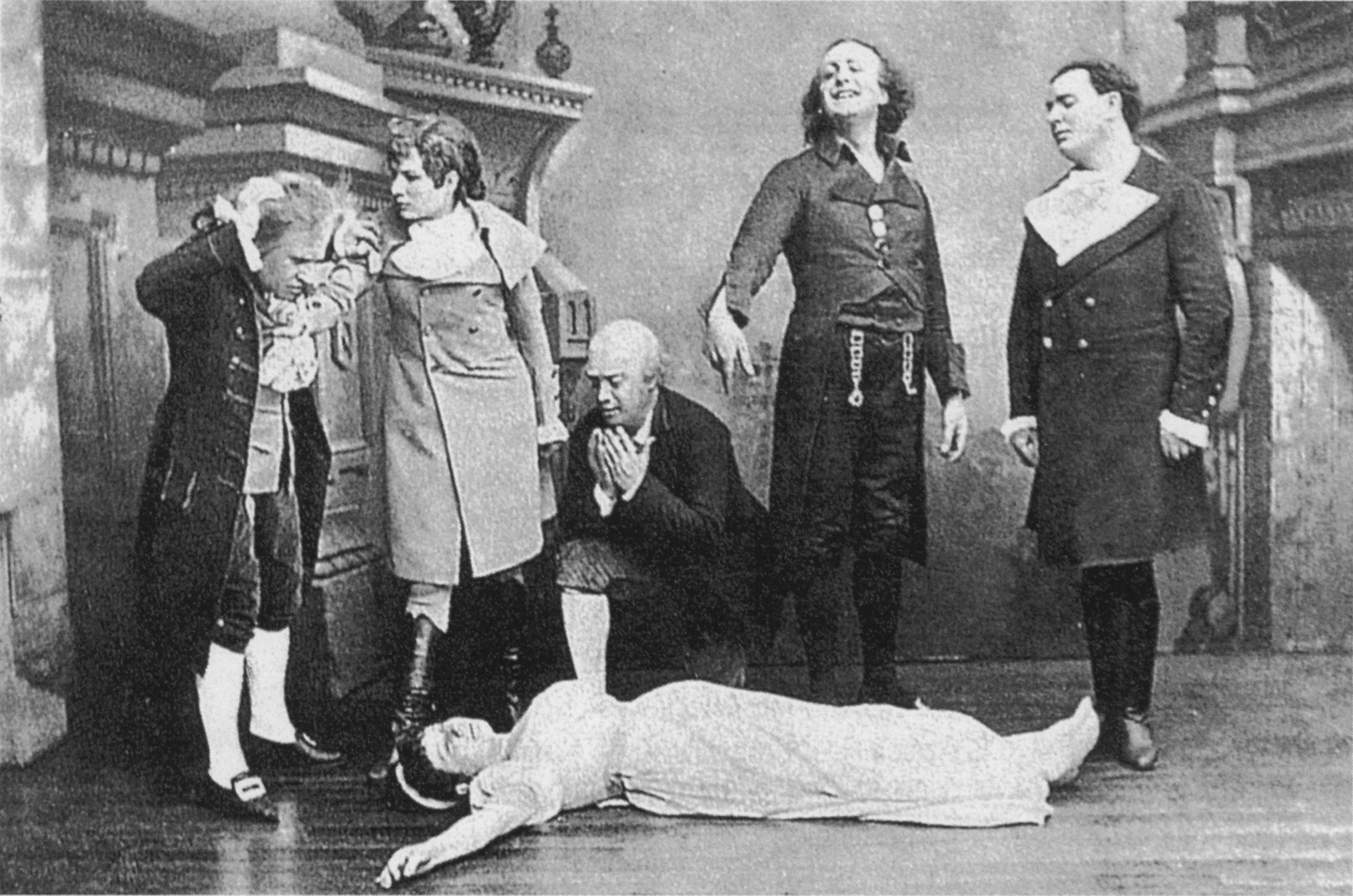
La muerte de Antonia (Acto III) en la producción original del año 1881 de Los cuentos de Hoffmann. En frente: Adèle Isaac; en el fondo (de izquierda a derecha): Hippolyte Belhomme, Marguerite Ugalde, Pierre Grivot, Émile-Alexandre Taskin y Jean-Alexandre Talazac.

De las dos óperas serias de Offenbach, Die Rheinnixen, un fracaso, no fue revivida hasta el siglo XXI. Su segundo intento, Los cuentos de Hoffmann, fue pensada originalmente como una grand opéra. Cuando Léon Carvalho aceptó la obra para su producción en la Opéra-Comique, Offenbach accedió a convertirla en una opéra comique con diálogo hablado. Estaba incompleta cuando falleció; Faris especula que, de no ser por la muerte prematura de Georges Bizet, se le habría pedido a éste, en lugar de a Guiraud, que completara la pieza y lo habría hecho de manera más satisfactoria. El crítico Tim Ashley escribe: «Estilísticamente, la ópera revela una notable amalgama de influencias francesas y alemanas... Los corales weberianos son el prefacio de la narración de Hoffmann. Olympia ofrece un gran aria de coloratura sacada directamente de la grand opéra francesa, mientras que Antonia cantando hasta la muerte con la música recuerda a Schubert».
Aunque escribió música de ballet para muchas de sus operetas, escribió sólo un ballet, Le papillon. La partitura fue muy elogiada por su orquestación y contenía un número, el «Valse des rayons», que se convirtió en un éxito internacional. Entre 1836 y 1875 compuso varios valses y polcas individuales y conjuntos de danzas. Incluyen un vals, Abendblätter compuesto para Viena con Morgenblätter de Johann Strauss como pieza complementaria. Otras composiciones orquestales incluyen una pieza de estilo del siglo XVII con solo de violonchelo, que se convirtió en una obra estándar del repertorio de dicho instrumento. Poco de la música orquestal no operística de Offenbach se ha interpretado con regularidad desde su muerte.
Compuso más de cincuenta canciones no operísticas entre 1838 y 1854, la mayoría de ellas con textos franceses, de autores como Alfred de Musset, Théophile Gautier y Jean de La Fontaine, y también diez con textos alemanes. Entre las más populares de estas canciones se encuentran «À toi» (1843), dedicada al joven Herminia de Alcain como una muestra temprana de su amor. Recientemente se redescubrió un Ave María para soprano solista en la Biblioteca Nacional de Francia.

### Arreglos y ediciones
Aunque las oberturas de Orfeo en los infiernos y La bella Helena son bien conocidas y se graban con frecuencia, las partituras que normalmente se interpretan y graban no fueron compuestas por Offenbach, sino que fueron arregladas por Carl Binder y Eduard Haensch, respectivamente, para los estrenos en Viena de las dos obras. Los preludios del propio Offenbach son mucho más breves.
En 1938, Manuel Rosenthal armó el popular ballet Gaîté Parisienne a partir de sus propios arreglos orquestales de melodías de obras escénicas de Offenbach y en 1953 el mismo compositor armó una suite sinfónica, Offenbachiana, también con música de Offenbach. Jean-Christophe Keck considera la obra de 1938 como «nada más que un pastiche vulgarmente orquestado»; en opinión de Gammond, sin embargo, hace «plena justicia» al compositor.
Los esfuerzos por presentar ediciones críticas de las obras de Offenbach se han visto obstaculizados por la dispersión de sus partituras autógrafas en varias colecciones después de su muerte, algunas de las cuales no permiten el acceso a los estudiosos.

## Legado

### Influencia

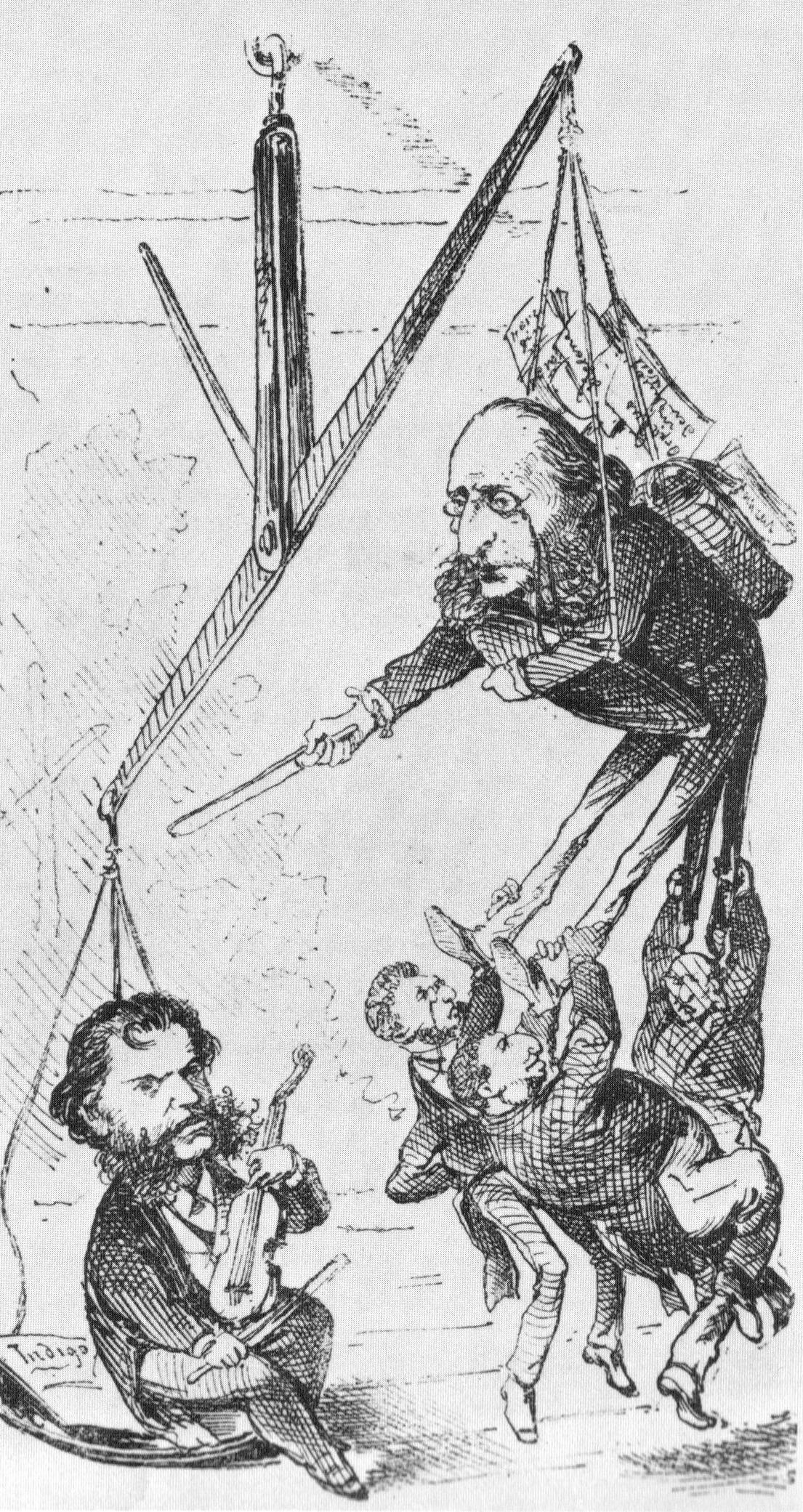
Caricatura de Offenbach y Strauss de 1871.

El músico y autor Fritz Spiegl escribió en 1980: «Sin Offenbach no habría existido la Ópera del Savoy ... ni El murciélago ni La viuda alegre». Los dos creadores de las óperas del Savoy, el libretista Gilbert y el compositor Sullivan, estaban en deuda con Offenbach y sus socios por sus estilos satíricos y musicales, incluso tomando prestados componentes de la trama. Por ejemplo, Faris argumenta que Ba-ta-clan influyó en El Mikado, incluidos los nombres de sus personajes: el Ko-ko-ri-ko de Offenbach y el Ko-Ko de Gilbert; Faris también compara Le Pont des soupirs (1861) y The Gondoliers (1889): «en ambas obras hay coros à la barcarolle para gondoleros y contadini [en] terceras y sextas; Offenbach tiene un almirante veneciano que cuenta su cobardía en la batalla; Gilbert y Sullivan tienen a su duque de Plaza-Toro que condujo su regimiento desde atrás». Les Géorgiennes (1864) de Offenbach, al igual que Princess Ida (1884) de Gilbert y Sullivan, describe una fortaleza femenina desafiada por hombres disfrazados. El ejemplo más conocido en el que una ópera del Savoy se basa en la obra de Offenbach es The Pirates of Penzance (1879), donde tanto Gilbert como Sullivan siguen el ejemplo de Les brigands (1869) en su trato a la policía, avanzando lentamente sin éxito en un tiempo de marcha pesado. Les brigands se presentó en Londres en 1871, 1873 y 1875; para la primera de ellas, Gilbert hizo una traducción al inglés del libreto de Meilhac y Halévy.
Por mucho que Offenbach influyera en el joven Sullivan, la influencia evidentemente no fue en una sola dirección. Hughes observa que dos números en Maître Péronilla (1878) de Offenbach tienen «un parecido asombroso»" con «Mi nombre es John Wellington Wells» de The Sorcerer (1877) de Gilbert y Sullivan.
No está claro cómo Offenbach influyó directamente en Johann Strauss (hijo). Lo había animado a dedicarse a la opereta cuando se conocieron en Viena en 1864, pero no fue hasta siete años después que lo hizo. Sin embargo, las operetas de Offenbach estaban bien establecidas en Viena y Strauss trabajó en las líneas establecidas por su colega francés; en la década de 1870 en Viena, un compositor de opereta que no lo hiciera era llamado rápidamente al orden por la prensa. En opinión de Gammond, el compositor vienés más influenciado por Offenbach fue Franz von Suppé, quien estudió cuidadosamente sus obras y escribió muchas operetas exitosas usándolas como modelo.
En su artículo de 1957, Lubbock escribió: «Offenbach es, sin duda, la figura más importante en la historia del "musical"» y trazó el desarrollo del teatro musical desde Offenbach hasta Irving Berlin y Rodgers y Hammerstein, pasando por Franz Lehár, André Messager, Sullivan y Lionel Monckton.

### Reputación
Durante la vida de Offenbach y en las notas necrológicas de 1880, los críticos exigentes (llamados «Musical Snobs Ltd» por Gammond) se mostraron en desacuerdo con la apreciación del público. En un artículo de 1980 en The Musical Times, George Hauger comentó que esos críticos no sólo subestimaron a Offenbach, sino que supusieron erróneamente que su música pronto sería olvidada. Aunque la mayoría de los críticos de la época hicieron esa suposición errónea, unos pocos percibieron su calidad inusual; en The Times, Francis Hueffer escribió, «ninguno de sus numerosos imitadores parisinos ha podido rivalizar con Offenbach en su mejor momento». Sin embargo, el periódico se unió a la predicción general: «Es muy dudoso que alguna de sus obras sobreviva». The New York Times compartió esta opinión: «No se puede negar que tenía el don de la melodía en un grado muy extraordinario, pero escribió calamo currente, y la falta de desarrollo de sus inspiraciones más selectas, es de temer, evitar que lleguen incluso a la próxima generación». Después de la producción póstuma de Los cuentos de Hoffmann, The Times reconsideró parcialmente su juicio, escribiendo, «Los cuentos de Hoffmann [confirmará] la opinión de quienes lo consideran un gran compositor en todos los sentidos de la palabra». Luego cayó en lo que Gammond llama «mojigatería victoriana» al dar por sentado que la ópera «mantendrá la fama de Offenbach mucho después de que sus composiciones más ligeras hayan desaparecido de la memoria».
El crítico Sacheverell Sitwell comparó sus dotes líricas y cómicas con las de Mozart y Rossini. Friedrich Nietzsche lo denominó tanto un «genio artístico» como un «payaso», pero escribió que «casi todas» las obras de Offenbach logran media docena de «momentos de perfección desenfrenada». Émile Zola comentó sobre él y su obra en una novela (Nana) y un ensayo, «La féerie et l'opérette IV/V». Si bien reconoce que las mejores operetas de Offenbach están llenas de gracia, encanto e ingenio, Zola lo culpa por lo que otros han hecho con el género. Considera a la opereta un «enemigo público» y una «bestia monstruosa». Mientras que algunos críticos vieron la sátira en las obras de Offenbach como una protesta social, un ataque contra el establishment, Zola vio las obras como un homenaje al sistema social en el Segundo Imperio.
Otto Klemperer era un admirador; al final de su vida reflexionó: «En el Kroll hicimos La Périchole. Esa es una partitura realmente deliciosa. También Orfeo en los infiernos y La bella Helena. Quienes lo llamaron "El Mozart de los bulevares" no se equivocaron mucho». Debussy, Bizet, Músorgski y Rimski-Kórsakov amaban sus operetas. Debussy las calificó más alto que Los cuentos de Hoffmann: «La única obra en la que [Offenbach] trató de ser serio no tuvo éxito». Un crítico de Londres escribió, sobre la muerte de Offenbach: «En alguna parte leí que algunas de las últimas obras de Offenbach muestran que es capaz de realizar obras más ambiciosas. Yo, por mi parte, me alegro de que haya hecho lo que hizo y sólo desearía que hubiera hecho más de lo mismo».